# 聖朝鼎盛萬年青
《聖朝鼎盛萬年青》，又名《萬年青》，清末侠义、公案小说:191，全书共七十六回，以白话文写成，講述乾隆帝微服出巡江南的故事。
作者为佚名广东人氏。上海书贾请人续成。光绪十九年（1893年），上海英商五彩公司石印初本一、二集。光绪二十二年（1896年），上海书局续印三、四集。光绪三十年（1904年），上海书局石印巾箱本全十二册。广州坊刻本，题作《万年清奇才新传》。坊间石印本题《乾隆巡幸江南记》。《西谛书目》载上海蒋春记书局石印本，改题《绘图乾隆游江南》。民国初年，书名改為《乾隆遊江南》。当代出版社以《乾隆下江南》之名出版。
書中描述的少林，多以相反立場取材自天地會「西魯傳說」。是現存最早記載方世玉、胡惠乾故事的小說創作，因更早期的「西魯傳說」中有關方世玉、胡惠乾故事最早的記載已下落不明。

## 內容
全書有兩條主線，一條講述乾隆帝与义子周日清结伴周遊江南各地，體察風土民情，懲治貪官污吏，提拔綠林豪傑；一條講述少林五老門人間的恩怨爭鬥，如方世玉打雷老虎、胡惠乾打機房等。最後乾隆在蘇州遇到白眉道人的弟子方魁及高進忠，聽聞至善禪師縱容弟子胡惠乾在廣州橫行霸道，命高進忠擊殺胡惠乾，並請白眉道人出山剿滅至善師徒。

## 寫作手法
此書受到了英雄传奇、侠义、公案小说发展的深刻影响，同时保留了说书、話本的痕迹:191。講述乾隆帝的各章風格多變，有些情節近乎荒誕，但其中描寫了大量當時的民風民情，有一定的文學價值。而講述少林恩怨的章節風格較為一致，節奏緊湊。因此有人認為《聖朝鼎盛萬年青》乃是根據廣東已有流傳的拳勇小說《萬年青》改編，添加大量頌揚乾隆帝的章節，同時又貶低了一些傳說中的英雄人物。
《聖朝鼎盛萬年青》中的少林，借天地會「西魯傳說」中的少林為藍本，但是其作者卻站在天地會相反的立場來寫故事。

## 衍生作品
萬年青的故事衍生出後世許多小說，如民初上海作家江蝶廬（江喋喋）的《少林小英雄》，廣東作家我是山人的《三德和尚三探西禪寺》、《洪熙官大鬧峨嵋山》、《洪熙官三建少林寺》等。很多小說將其與《西魯敘事》等傳說混於一起，或大加渲染少林派與武當、峨嵋之間的恩怨。其實當時並無武當派和峨嵋派的稱呼，而書中的五枚大師、至善禪師、馮道德、白眉道人等人都是少林派。
萬年青及衍生小說也為後世的武俠電影提供了大量素材，如傅聲與陳觀泰的《方世玉與洪熙官》、戚冠軍的《胡惠乾血戰西禪寺》、李連杰的《方世玉》等。